# Весна Крмпотић
Весна Крмпотић (Дубровник, 17. јун 1932 — 21. август 2018) била је хрватска књижевница и преводилац.

## Биографија
Дипломирала је енглески језик и психологију на Универзитету у Загребу У Њу Делхију, Индија, студирала је бенгалски језик.
Након удаје за Радивоја Петковића, дипломату, Крмпотић је живела у Каиру, Вашингтону, Акри, Њу Делхију, а од 2004. године боравила је у Београду.
Написала је преко 70 књига, а књига Брдо изнад облака ( 1987) се сматра једним од најбољих хрватских романа. Крмпотић се интересовао за оријенталну религију и филозофију, а посебно је под утицајем учења Сатја Саи Бабе.
Саставила је и превела више антологија индијске и египатске књижевности.
Крмпотић је добитник многих књижевних награда у Хрватској, укључујући Награду Владимир Назор 1999. и Награду „Тин Ујевић” 2013.

## Одабрана дела
- Поезија (1956), песме
- Пламен свијеће (1962), песме
- Јама бића (1965), песме
- Дијаманти фараон (1965), духовно-поетска аутобиографија
- Индија (1965), проза
- Љеваница за Игора (1978), молитвено-исповедни песнички дневник
- Једнина и двојина (1981), песме
- Вилин свлак (1980), песме
- Кешава Мадхава (1986), драма
- Орфелија (1987), песме
- Брдо изнад облака (1987), роман
- Кошуља сретног човјека (1987), књига приповетки
- Пир Сунца и Мјесеца (1989)
- 108 џ 108 (1990. – 2006), песме
- Бхагаватар (1990), проза
- То љубав иде према нама (1993), проза
- Друга страна ничега (2003), пјесме
- Дивни странац (2003 – 2004), пјесме
- Жар-птица (2012), песме
- Портрет мајке Индије (2013)